# Киньонес, Франсиско де
Франсиско де Киньонес и Вильяпадьерна (исп. Francisco de Quiñones y Villapadierna, 1540, Майорга, Испания — 25 сентября 1606, Лима, Перу) — испанский конкистадор, губернатор Чили.
Франсиско де Киньонес родился в 1540 году в Майорге, его родителями были Педро де Вильяпадьерна-и-Гусман и Беатрис де Прадо Киньонес, принадлежавшие к дворянству Леона. В 1559 году он служил в Италии в испанских терциях. Потом его войска были погружены на эскадру вице-короля Неаполя, направленную на борьбу с турецкими пиратами, которая в 1560 году была разгромлена у острова Джерба. Франсиско де Киньонес попал в число пяти тысяч пленных и был продан в рабство в Стамбуле, но впоследствии был выкуплен, и снова воевал в Италии и Фландрии. По возвращении в Испанию женился на Гриманесе де Могровехо, сестре инквизитора Гранады Торибио де Могровехо.
Когда Торибио де Могровехо был назначен архиепископом Лимы, Франсиско де Киньнес отправился с ним в 1580 году в Новый Свет. Благодаря протекции архиепископа он получил ранг «маэстро де кампо» и стал генеральным комиссаром кавалерии. В 1582 году вице-король Мартин Энрикес де Альманса сделал его командующим флотом, перевозящим сокровища из Перу в Панаму для последующей отправки в Испанию. Позднее он стал коррехидором Лимы.
Когда до Перу дошли известия о гибели губернатора Чили Мартина Гарсии Оньэса де Лойолы в бою с индейцами, Франсиско де Киньонес был направлен в Чили в качестве нового губернатора. Приняв дела у Педро де Вискарры, он попытался подавить восстание мапуче, но не преуспел в этом, и испанцы потеряли территории южнее реки Био-Био.